# Jan Bobola (1592–1635)
Jan Bobola herbu Leliwa (ur. ok. 1592, zm. w 1635) – dziedzic dóbr koło Krosna i Strachociny.
Urodził się w rodzinie szlacheckiej Jana Boboli (1557-1604) i Zofii Boboli (córki Jakuba Mleczki). Kształcił się w Wilnie.
W 1611 r. odkupił od swego brata stryjecznego Krzysztofa Boboli jego część na Borzymowiu, ale już w 1612 r. odsprzedał ją również stryjecznemu bratu, Jakubowi Boboli.
Dnia 7 lutego 1613 r. matka zrzekła się na jego rzecz, praw swych do dożywocia na dobrach i w wójtostwie wsi Strachociny.
W latach 1617—1635 pojawia się zawsze w „regestrach szlachty, okazującej się pod Sanokiem”.
W Strachocinie uciskał bezprawnie poddanych, za co 27 czerwca 1620 r. otrzymał surowe napomnienie od Zygmunta III Wazy.
Otrzymał w dzierżawę wieś królewską Krościenko Wyżne i Krościenko Niżne z folwarkami.
Jan miał syna Jana Bobolę (zm. ok. 1653), ożenionego z Elżbietą Podfilipską i w wianie otrzymał wsi w pow. Bóbrka i Żydaczów, bezdzietnego, występującego z ziemianami sanockimi w l. 1635-1653.
Zmarł przed 15 września 1635 r.

## Źródła;
- ks. Jan Poplatek: Błogosławiony Andrzej Bobola, Towarzystwa Jezusowego. Życie – Męczeństwo – Kult, Kraków 1936 r.